# Międzynarodowe Spotkania Kapel Ludowych
Międzynarodowe Spotkania Kapel Ludowych w Toruniu – festiwal muzyczny i etnograficzny organizowany przez Muzeum Etnograficzne im. Marii Znamierowskiej-Prüfferowej w Toruniu. Pierwsza edycja festiwalu odbyła się w 1980 roku.

## Charakterystyka
Festiwal prezentował sztukę ludową i folklor różnych społeczności i krajów. Festiwal odbywał się na scenie amfiteatralnej skansenu Muzeum Etnograficznego, a zespoły występujące na festiwalu brały również udział w pochodzie ulicami Torunia, a także w tańcach i zabawach w parku.
Wszystkie kapele ubiegają się o nagrody publiczności dla najsympatyczniejszych.
Do 2008 roku w festiwalu wzięło udział 244 zespołów, 121 z Polski i 123 z zagranicy.